# Koprivnik (gmina Kočevje)
Koprivnik – wieś w Słowenii, w gminie Kočevje. W 2018 roku liczyła 78 mieszkańców.